# 拉斯卡布拉斯 (佩塞區)
拉斯卡布拉斯（西班牙語：Las Cabras），是巴拿馬的城鎮，位於該國中南部，由埃雷拉省的佩塞區負責管轄，面積59平方公里，海拔高度54米，2010年人口1,914，人口密度每平方公里32.4人。